# Lasserre (Pyrénées-Atlantiques)
Lasserre település Franciaországban, Pyrénées-Atlantiques megyében. Lakosainak száma 114 fő (2022. január 1.). Lasserre Bétracq, Crouseilles, Monpezat és Séméacq-Blachon községekkel határos.

## Népesség
A település népességének változása:
| Lakosok száma | 94   | 93   | 95   | 89   | 96   | 102  | 109  | 113  | 114  |
|               | 2013 | 2015 | 2016 | 2017 | 2018 | 2019 | 2020 | 2021 | 2022 |